# Цаган-Олуй
Цаган-Олуй — село в Борзинском районе Забайкальского края, Россия. Расположено в 55 километрах от районного центра.

## История
Село основано в 1724 году как пограничный пост, и было населено казаками и тунгусами. На 1902 год в селе проживало 1980 человек, числилось 190 домов, 8 юрт, функционировали двухклассное училище и лечебный пункт. С 1851 года является станицей 2-й конной бригады Забайкальского казачьего войска, где размещался штаб батальона. В 1872—1918 годы станица 2-го (конного) военного отделения Забайкальского казачьего войска c четырьмя казачьими поселками. В 1920 году была создана первая в Борзинском районе комсомольская ячейка из 11 человек. В 1930 году была организована сельскохозяйственная артель им. VI съезда партии, в 1931 году — колхоз «Аптагачан», перерегистрированный в 1937 году в колхоз им. Г. M. Маленкова и в 1955 году — в колхоз «Забайкалец».

## Население
| 1902 | 1989  | 2002  | 2010 | 2011 | 2012 | 2013 |
| ---- | ----- | ----- | ---- | ---- | ---- | ---- |
| 1980 | ↘1436 | ↗1561 | ↘857 | ↘849 | ↘829 | ↘800 |
| 2014 | 2015  | 2016  | 2017 | 2018 | 2019 | 2020 |
| ↘781 | ↘746  | ↘723  | ↘707 | ↘702 | ↘674 | ↘650 |
| 2021 |       |       |      |      |      |      |
| ↘486 |       |       |      |      |      |      |

## Инфраструктура
Средняя школа, детский сад, сельская врачебная амбулатория. Основное занятие жителей — сельскохозяйственное производство в коллективном (ООО «Забайкалец») и личных подсобных хозяйствах.

## Известные уроженцы
- Войлошников, Авив Адрианович (1877—1930) — общественный деятель, депутат III Государственной думы от Забайкальской области.
- Войлошников, Павел Иванович (29 декабря 1878 [10 января 1879] — 19 ноября 1938, Иркутск) — спортсмен, входил в олимпийскую сборную России, серебряный призёр Олимпийских игр 1912 года в Стокгольме по стрельбе из пистолета.
- Березовский Евгений Степанович (25 декабря 1906 - ?) - В апреле 1941 года был призван на фронт и служил майором в 15-й армии Дальневосточного фронта. До призыва на фронт в 1939-1941 гг. являлся директором музея в г. Владивосток (ныне музей истории Дальнего Востока им. В. К. Арсеньева).
- Бородин, Михаил Иванович (предположительно 1875—1938, 22 июля) — революционер, участник красно-партизанского движения, в 1918 году Алтагачанская и Онон-Борзинская коммуны избрали Военно-революционный штаб во главе с Михаилом Ивановичем Бородиным, был репрессированн в 1930-х годах, расстрелян в 1938 году 22 июля, в г. Иркутске.

## Памятники
В селе находится братская могила партизан, погибших за Советскую власть в Забайкалье в 1918—1920 годах, братская могила 3 партизан, расстрелянных семёновцами. В районе Цаган-Олуя расположен памятник археологии древнее святилище Копчил, живописный скальный массив.

## Топографические карты
- Лист карты M-50-XVI Кличка. Масштаб: 1 : 200 000. Указать дату выпуска/состояния местности.